# Gerhard Franke (Fußballspieler)

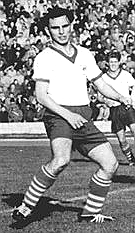
Gerhard Franke 1955

Gerhard Franke (* 7. Juli 1933 in Erfurt; † 3. November 1997 ebenda) war ein deutscher Fußballspieler. In der höchsten Spielklasse des DDR-Fußballs, der Oberliga, spielte er für den FC Rot-Weiß Erfurt und dessen Vorgänger.

## Sportliche Laufbahn

### BSG- und Clubstationen
Gerhard Franke spielte zwischen 1945 und 1950 bei Motor Nord Erfurt und wechselte von dort zu Turbine Erfurt. Im Alter von 19 Jahren gab er sein Debüt in der DDR-Oberliga. In den Jahren 1954 und 1955 wurde der Linksverteidiger mit Turbine zweimal DDR-Meister.
Insgesamt bestritt Gerhard Franke 276 Oberligaspiele und erzielte dabei 23 Tore. Er blieb den Erfurtern auch trotz dreier Abstiege in den Jahren 1960, 1964 und 1966 treu und bestritt in dieser Zeit 72 Spiele in der zweitklassigen DDR-Liga, in denen er neun Treffer verzeichnen konnte.

### Auswahleinsätze
Er spielte zwischen 1958 und 1959 sechsmal in der Fußballnationalmannschaft der DDR. Sein Debüt gab er am 28. Juni 1958 beim 1:1 gegen Polen in Rostock. Sein letztes Länderspiel bestritt er am 11. Februar 1959 in Jakarta beim 2:2 gegen Indonesien. Außerdem stand er zehnmal für die B-Nationalmannschaft der DDR auf dem Feld.

## Trainerlaufbahn
Bereits während seiner Zeit als aktiver Spieler betreute Franke diverse Nachwuchsmannschaften von Turbine Erfurt bzw. von dessen Nachfolger FC Rot-Weiß Erfurt. 1965 wurde er mit der B-Jugend des Vereins DDR-Meister.